# HD91008
HD91008 — хімічно пекулярна зоря спектрального класу A, що має видиму зоряну величину в смузі V приблизно  9,0.
Вона  розташована на відстані близько 1094,5 світлових років від Сонця.